# أولاد بن ابراهيم (البحيرة)
أولاد بن إبراهيم هو دُوَّار يقع بجماعة أولاد املول، إقليم الرحامنة، جهة مراكش آسفي في المملكة المغربية. ينتمي الدوّار لمشيخة البحيرة التي تضم 9 دواوير. يقدر عدد سكانه بـ 455 نسمة حسب الإحصاء الرسمي للسكان والسكنى لسنة 2004.

## روابط خارجية
- البوابة الوطنية للجماعات الترابية
- المندوبية السامية للتخطيط